# Лауренціу Марінеску
Лауренціу Марінеску (рум. Laurențiu Marinescu, нар. 25 серпня 1984, Плоєшті) — румунський футболіст, півзахисник клубу «Петролул».
Виступав, зокрема, за клуб «Петролул», а також національну збірну Румунії.

## Клубна кар'єра
У дорослому футболі дебютував 2002 року виступами за команду клубу «Петролул», в якій провів сім сезонів, взявши участь у 170 матчах чемпіонату. Більшість часу, проведеного у складі «Петролула», був основним гравцем команди.
Згодом з 2009 по 2012 рік грав у складі команд клубів «Уніря» (Урзічень), «Стяуа» та «Університатя» (Клуж-Напока).
До складу клубу «Петролул» приєднався 2012 року. Відтоді встиг відіграти за команду з Плоєшті 47 матчів в національному чемпіонаті.

## Виступи за збірну
У 2012 році дебютував в офіційних матчах у складі національної збірної Румунії. Наразі провів у формі головної команди країни 1 матч.

## Титули і досягнення
- Володар Кубка Румунії (3):

«Стяуа»:  2010–11
«Петролул»:  2012–13
«Волунтарі»:  2016–17
- Володар Суперкубка Румунії (1):

«Волунтарі»: 2017